# 湯隆

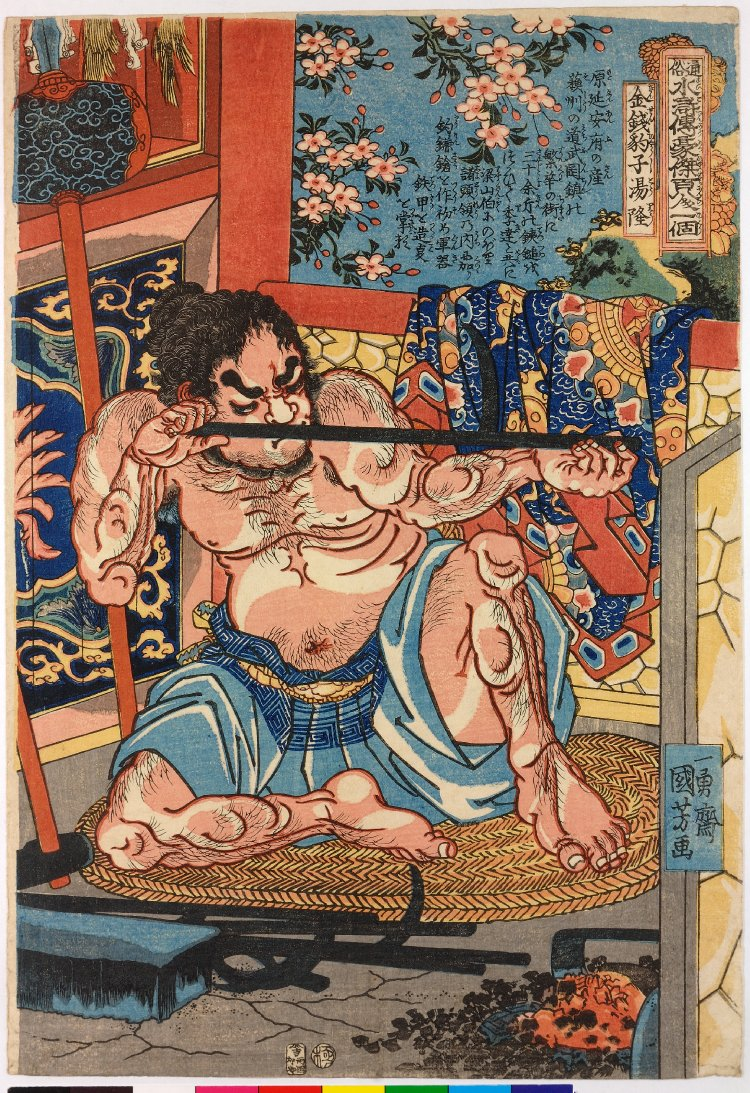
湯隆

湯 隆（とう りゅう）は、中国の小説で四大奇書の一つである『水滸伝』に出てくる登場人物。梁山泊第八十八位の好漢で、地弧星の生まれ変わり。渾名は金銭豹子（きんせんひょうし）で、体中に豹模様に似たあばたがあることに由来する。鉄瓜鎚（てっかつい）という棒の先に瓜型の鉄球がついた武器を扱う。従兄に徐寧がいる。

## 生涯
元は武岡鎮の鍛冶屋兼軍人。代々続く武器職人の家系だったが、博打にはまり段々落ちぶれていき、二仙山の麓に住み着くようになった。また、武器の製造の他に、武術にも優れており三十斤ほどの鉄瓜鎚を軽々と使いこなす。のちに李逵と出会い意気投合して義兄弟になり、梁山泊に誘われて仲間入りをする。
高唐州で高廉を討った梁山泊に、呼延灼率いる討伐軍が攻めて来て連環馬（れんかんば）作戦に悩まされていた。その時、湯隆が従兄である禁軍の金槍組師範の徐寧を仲間に入れることを進言する。楽和、時遷らよって徐寧を罠にはめ仲間に加えることに成功する。そして、自らは、連環馬に対抗ための特殊な槍・鉤鎌鎗（こうれんそう）を製造し、連環馬を破る功績を立てる。
百八星集結後は、梁山泊の武器・甲冑製造を担当し、高俅戦、遼国征伐などに参戦する。方臘討伐戦では、歙州で一度大敗するが敵の夜襲を予感した朱武が敵を待ち伏せて迎撃した。その際、湯隆は史進、欧鵬らを討ち取った龐万春を生け捕る手柄を立てる。その後、最後の清渓県の戦いで乱戦の中で戦死する。